# Akil Mitchell
Akil Anthony Mitchell Dunbar (Charlotte, 26 giugno 1992) è un cestista statunitense naturalizzato panamense.

## Carriera
Con Panama ha disputato due edizioni dei Campionati centramericani (2010, 2016).

## Palmarès
- Basketball Champions League Star Lineup: 1

AEK Atene: 2022-2023